# NVIDIA DRIVE Atlan
NVIDIA DRIVE Atlan是英伟达于2021年4月发布的一款车规系统级芯片。

## 简介
NVIDIA DRIVE Atlan是自动驾驶汽车AI计算平台，该平台可兼容NVIDIA之前的DRIVE计算平台，将整个车辆的计算基础平台集成至单一系統单晶片(SoC)。
NVIDIA DRIVE Atlan融合了 NVIDIA的AI、软件、计算、网络和安全技术。

## 构成
NVIDIA DRIVE Atlan包括GPU架构、Arm CPU内核、深度学习、计算机视觉加速器，配载网络、存储和安全服务BlueField DPU。

## 规划
NVIDIA DRIVE Atlan预计将应用到2025年的车型。